# Chilko River
Chilko River är ett vattendrag i Kanada.   Det ligger i provinsen British Columbia, i den sydvästra delen av landet, 3 500 km väster om huvudstaden Ottawa.
I omgivningarna runt Chilko River växer i huvudsak barrskog. Trakten runt Chilko River är nära nog obefolkad, med mindre än två invånare per kvadratkilometer.